# Trash hero
Trash Hero je mezinárodní, dobrovolnický ekologický projekt, který vznikl v roce 2013 v Thajsku z popudu několika cestovatelů, např. Čecha Jana Bareše a Švýcara Romana Petera. Z lokálního projektu na ostrůvku Koh Lipe se vyvinulo celosvětové ekologické hnutí. V současné době působí na více než 100 místech světa, ve dvanácti různých státech v Asii, Evropě a Americe. Trash Hero má spíše podobu neformálního hnutí než běžné neziskové organizace, ačkoli je formálně registrováno ve Švýcarsku jako Trash Hero World. 
Jeho cílem je úklid veřejného prostoru, osvěta veřejnosti s ním spojená, a je propojený s jinými myšlenkovými proudy, např. zero waste. Vzdělávací rovina je v rámci projektu klíčová. Členové hnutí původně uklízeli pláže v jihovýchodní Asii, odkud se však projekt začal šířit do celého světa. 
Do konce roku 2018 hnutí uspořádalo 5269 úklidů po celém světě, do kterých se zapojilo 177023 dobrovolníků (včetně 41808 dětí) a podařilo se vysbírat až 887 tun odpadů. 
Do konce roku 2019 Trash Hero ve světě uspořádalo 9447 úklidů, do kterých se zapojilo  314421 dobrovolníků (včetně 80537 dětí), kteří sebrali přes 1 540 tun odpadků. Zapojené státy: Thajsko, Indonésie, Myanmar, Malajsie, Singapur, Švýcarsko, Česká republika, Polsko, Německo, Srbsko, Rumunsko, Nizozemsko, Gruzie, USA a Austrálie. 
V České republice působí Trash Hero od roku 2016. V prosinci 2019 mělo Trash Hero v Česku 18 základen:
- Praha
- Brno
- Ostrava
- Hradec Králové
- Liberec
- Kladno
- Karviná
- Tachov
- Bílina
- České Budějovice
- Plzeň
- Jihlava
- Litoměřice
- Jablonec nad Nisou
- Vyškov
- Šternberk
- Olomouc
- Opava

Neustále se hlásí adepti na založení dalších základen po celé ČR.